# Abelardo Raidi Raidi
Abelardo Raidi Raidi (Valencia, estat de Carabobo, 25 de desembre de 1914 - Caracas, 27 de gener de 2002) va ser un periodista, locutor, esportista i empresari de toros veneçolà.
Va ser fundador del Círculo de Periodistas Deportivos de Venezuela, de la Federación de la Prensa Deportiva de América Latina així com de la Confederación Americana de Prensa Turística CLAPTUR, de la qual va ser a més el seu primer president entre 1973 i 1979, quan va ser reemplaçat, per Lincoln Larrea, de l'Equador. Va ser també director de la Radiodifusora Venezuela.
Participà en la Copa Mundial de Beisbol Amateur de 1941 a l'Havana, com a delegat per Veneçuela.
Des de març de 1941 va escriure la columna "Pantalla de los jueves" en forma ininterrompuda, la qual ha estat la que més anys va estar publicant-se en la història del periodisme veneçolà (61 anys) en el diari El Nacional de Caracas. Per a la Pantalla va entrevistar grans celebritats com a les dives Claudia Cardinale, María Félix i Sofia Loren. Descobreix o va convèncer a participar en Miss Veneçuela Irene Sáez i Maritza Sayalero. Com a degà de la premsa del seu país Raidi va participar en tots els mitjans disponibles de llavors, va guanyar el Premi Nacional de Periodisme, va obtenir dos Guaicaipuro d'Or com a narrador esportiu i el Premi Ondas d'Espanya pel seu programa Penthouse de Abelardo.
Raidi també és el creador al costat de Carmelo Torres i Oswaldo Michelena Francesqui de la Corrida de la Prensa de Venezuela, idea calcada de la d'Espanya, la qual va ser en el seu moment la corrida de toros que millor pagava en el món als toreros i ramaders de toros de lídia. El 3 de juliol de 2003 va ser exaltat al Salón de la Fama del Béisbol Profesional Venezolano.
La Pantalla de los jueves, segons Chichí Hurtado, va ser una columna que va fer història per la seva varietat i gran qualitat. En la Sèrie Mundial de beisbol amateur a l'Havana, va ser el delegat i conseller de Veneçuela i encarregat de triar els llançadors. També va crear la Federació de Turisme de Veneçuela i fins i tot fou diputat al Congrés de la República de Veneçuela per l'Estat Zulia.